# Сорокуш коста-риканський
Сороку́ш коста-риканський (Thamnophilus bridgesi) — вид горобцеподібних птахів родини сорокушових (Thamnophilidae). Мешкає в Коста-Риці і Панамі. Птах отримав назву на честь англійського ботаніка і колекціонера Томаса Бріджеса.

## Опис
Довжина птаха становить 16 см, вага 26-27 г. Самець повністю чорний, за винятком білих плямок на покривних перах крих і хвоста, живіт дещо світліший. У самиці обличчя і боки темно-сірі, тім'я крила і хвіст темно-сіро-коричневі. Нижня частина тіла оливкова, груди дещо темніші. Голова, груди і крила поцятковані білими плямами. Дзьоб чорний, великий, з гачком на кінці. Забарвлення молодих птахів подібне до забарвлення самок, але коричнюватіше, а плями більші.

## Поширення і екологія
Коста-риканські сорокуші мешкають на заході Коста-Рики і Панами. Вони живуть у вологих тропічних і субтропічних рівнинних лісах і мангрових заростях на висоті до 1100 м над рівнем моря.

## Поведінка
Коста-риканські сорокуші харчуються комахами, яких ловлять на висоті до 15 м над землею. Сезон розмноження в Коста-Риці триває з лютого по вересень. Гніздо кулеподібне. відкрите, скріплене павутинням і підвішене на горизонтальній гілці на висоті від 0,5 до 3,5 м над землею. В кладці 2 світло-сірих яйця зі світло-коричневими та світло-ліловими плямками. Вдень кладку насиджують обидва батьки, вночі лише самиця. Інкубаційний період триває 14 днів. І самець, і самиця піклуються про пташенят.